# Alice Phoebe Lou
Alice Matthew, conocida por su nombre artístico como Alice Phoebe Lou (Ciudad del Cabo, Sudáfrica, 19 de julio de 1993) es una cantante y compositora sudafricana, quien actualmente reside en Alemania.

## Vida
Lou creció en Kommetjie en la costa oeste de la Península del Cabo, en Sudáfrica, donde sus padres trabajaban como documentalistas; cuando era pequeña tomó clases de piano, de adolescente empezó a tocar la guitarra. En 2010, de entonces 16 años, pasó las vacaciones de verano con su tía en París, donde conoció a algunos artistas callejeros y practicó por primera vez en la danza con fuego. Después de regresar a Sudáfrica fue a la Escuela Waldorf.
Lou salió de su casa a la edad de 18 años para tomarse un "año sabático" en Europa, primero viajó a Ámsterdam. Se ganaba la vida con actuaciones como bailarina de fuego. Durante una estancia posterior en Berlín, luego ganaba dinero con la reproducción de canciones de composición propia e interpretaciones de canciones populares.
De vuelta en Sudáfrica, decidió no iniciar estudios y en 2013 se trasladó finalmente a Berlín, donde ya concurre como una música callejera. En 2014 produjo "Momentum" su primer EP, dos Años más tarde apareció "Orbit" su Álbum debut de estudio. Este último, que financiaría ella misma. Recibió algunas ofertas de sellos discográficos conocidos, a pesar de eso, decidió empezar con una etiqueta más pequeña ya que está en contra de un contrato de grabación sólida, también porque hablan en contra de la comercialización de su música:

Las personas que trabajan en las grandes discográficas incluso no te tratan como músico, sino como "hombre de negocios". No siempre, pero en su mayoría. Y no nos vamos a clasificar y poner en cajas para poder vender mejor. [...] Y creo que eso es demasiado para que haga eso conmigo misma y con mi música.
Alice Phoebe Lou. Rundfunk Berlin-Brandenburg

Por la misma razón, rechazó la Invitación de la banda inglesa Coldplay, para hacer el acto de apertura de su Gira por Europa para tocar. A pesar de todo, Lou se había convertido en sede de varios festivales grandes, además de sus actuaciones en la calle y conciertos.
Alice, ahora vive en Berlín, Neukölln.

## Discografía
- Momentum (EP, 2014)
- Orbit (Álbum De 2016; Motor Music)
- Sola (Álbum de 2017)
- Paper Castles (Álbum de 2019)
- Live at Funkhaus (Álbum de 2020)
- Glow (Álbum de 2021)
- Child's Play (Álbum de 2021)
- Shelter (Álbum de 2023)